# Patti
Patti település Olaszországban, Szicília régióban, Messina megyében. Lakosainak száma 12 699 fő (2023. január 1.). Patti Gioiosa Marea, Librizzi, Montalbano Elicona, San Piero Patti, Montagnareale és Oliveri községekkel határos.

## Népesség
A település lakossága az elmúlt években az alábbi módon változott:
| Lakosok száma | 13 347 | 13 266 | 12 699 |
|               | 2017   | 2018   | 2023   |